# Bezirk Rēzekne (2009–2021)
Der Bezirk Rēzekne (Rēzeknes novads) war ein Bezirk im Osten Lettlands, der von 2009 bis 2021 existierte. Bei der Verwaltungsreform 2021 wurde der Bezirk in einen neuen, größeren Bezirk Rēzekne überführt. Das Bezirksamt befand sich in Rēzekne, obwohl diese Stadt als sogenannte Republik-Stadt selbst nicht zum Bezirk gehörte. Der Bezirk bestand aus 25 Gemeinden des ehemaligen Landkreises Rēzekne (lettisch: Rēzeknes apriņķis, seit 1949 Rēzeknes rajons), der 2009 aufgelöst wurde. 2009 waren 32.130 Einwohner gemeldet. 
Der Bezirk war historisch Teil der Woiwodschaft Livland (trakt rzeżycki, 1629–1772) und des Gouvernements Witebsk (Режицкий уезд, 1802–1917).

## Gemeinden
Dem Bezirk gehörten folgende Gemeinden an:
| - Audriņi - Bērzgale - Čornaja - Dricāni - Feimaņi - Gaigalava - Griškāni - Ilzeskalns - Kantinieki | - Kaunata - Lendži - Lūznava - Malta - Mākoņkalns - Nautrēni - Nagļi - Ozolaine - Ozolmuiža | - Puša - Rikava - Sakstagals - Silmala - Stoļerova - Stružāni - Vērēmi |

## Natur
Das Gebiet ist ländlich geprägt und befindet sich auf den lettgallischen Höhen sowie im Tal der Düna. Auf dem Territorium befinden sich außerdem die beiden größten Seen Lettlands: Der Lubān-See und der Rāzna-See. Die feuchten Niederungen um den Lubān-See beherbergen eine Vielzahl seltener Lebensformen, z. B. 224 verschiedene Vogelarten, von denen 44 gefährdet sind.